# 惡之華 (2009年漫畫)
《惡之華》（日語：惡の華），是押見修造的日本漫畫作品，作品取名自法國詩人波特萊爾同名詩集《惡之華》（Les Fleurs du mal）。《惡之華》自2009年10月於講談社《別冊少年Magazine》創刊號開始連載。

## 內容簡介
性格怯弱的主角春日高男一直沉迷法國詩人波德萊爾的詩集《惡之華》。一天在陰差陽錯下拿走了暗戀對象佐伯奈奈子的運動服，過程卻全被同班同學仲村佐和看在眼內。仲村藉此要脅春日與她訂下契約，並屢次強迫春日做出一些怪異行為，與此同時，春日亦嘗試與佐伯修補關係。一段環繞着三人的扭曲關係就此展開。

## 登場人物
春日高男（聲：植田慎一郎）
初中時期個性內向，很靦腆，感覺人生沒做過任何決定。在仲村的感染之下，走上了一條不尋常的道路。
本来对佐伯在交往，在一系列事件后，发现自己真正喜欢仲村，自焚事件后搬走。
最后与常磐文交往，并真正理解了仲村。
仲村佐和（聲：伊瀨茉莉也）
性格扭曲怪癖，掌握著春日的舉動。一步一步地引導他到「山的那一邊」去。
在與春日高男發生了一系列的事件後，決定与春日一起自焚，被警方制服，改由母親抚养。
最后还是融入了社会，并热爱着生活。
佐伯奈奈子（聲：日笠陽子）
性格文靜，是春日高男心目中的女神。
因一系列原因纵火，自焚未遂事件后搬走了，开始了新的生活。
山田正和（聲：松崎克俊）
春日高男的初中同班同學。
小島健（聲：濱添伸也）
春日高男的初中同班同學。
木下亞衣（聲：上村彩子）
佐伯奈奈子和春日高男，仲村佐和的初中同學。与佐伯是好友，佐伯将春日和仲村的秘密告知了她。
后来报警揭露了春日和仲村的罪行，随着那三人的接连搬走，自己感觉被遗忘在小镇里。
最后告知了春日仲村的所在地。
下山（聲：飛田展男）
2年1組男老師。
常磐文
性格文雅，喜歡閱讀又無法與人分享興趣，外表與仲村略微相似。
因「幽靈事件」小說為契機與春日高男產生共鳴，後摒棄男友與春日高男走到了一起。

## 出版書籍
| 卷數 | 講談社        | 講談社                 | 東立出版社     | 東立出版社             |
| 卷數 | 發售日期      | ISBN                   | 發售日期       | ISBN                   |
| ---- | ------------- | ---------------------- | -------------- | ---------------------- |
| 1    | 2010年3月17日 | ISBN 978-4-06-384277-7 | 2011年5月16日  | ISBN 978-986-10-7342-2 |
| 2    | 2010年9月17日 | ISBN 978-4-06-384370-5 | 2011年5月16日  | ISBN 978-986-10-7343-9 |
| 3    | 2011年2月9日  | ISBN 978-4-06-384436-8 | 2011年9月14日  | ISBN 978-986-10-7417-7 |
| 4    | 2011年8月9日  | ISBN 978-4-06-384528-0 | 2012年4月9日   | ISBN 978-986-10-8321-6 |
| 5    | 2012年1月6日  | ISBN 978-4-06-384611-9 | 2012年11月8日  | ISBN 978-986-10-9347-5 |
| 6    | 2012年6月8日  | ISBN 978-4-06-384681-2 | 2013年4月11日  | ISBN 978-986-317-354-0 |
| 7    | 2012年12月7日 | ISBN 978-4-06-384761-1 | 2013年12月19日 | ISBN 978-986-324-549-0 |
| 8    | 2013年6月7日  | ISBN 978-4-06-384872-4 | 2014年6月9日   | ISBN 978-986-332-843-8 |
| 9    | 2013年8月9日  | ISBN 978-4-06-394923-0 | 2014年7月1日   | ISBN 978-986-337-180-9 |
| 10   | 2014年1月9日  | ISBN 978-4-06-394993-3 | 2014年12月16日 | ISBN 978-986-348-222-2 |
| 11   | 2014年6月9日  | ISBN 978-4-06-395116-5 | 2015年6月23日  | ISBN 978-986-365-589-3 |

## 電視動畫
《別冊少年Magazine》在2012年9月號宣佈作品於2013年動畫化的消息，曾執導《蟲師》動畫版的長濱博史將擔任監督一職。
電視動畫於2013年4月開始播送，故事上對應了漫畫第1至21話的內容。动画制作团队采用了名为“转描”（rotoscope）的特殊技法，将拍摄的真人影像、现实风景描绘成二维图像，抛却了美型的外观，所以显得极度真实。

### 寫實演員
- 春日高男 - 植田慎一郎（新人）
- 仲村佐和 - 佐佐木南
- 佐伯奈奈子 - 三品優里子
- 山田正和 - 松崎克俊（やさしい雨）
- 小島建 - 谷亮介
- 蛭田亮介 - 北村亮介
- 木下亞衣 - 中村鶇
- 三宅麻友 - 大久保直子
- 春日之母 - 冴月里實
- 春日之父 - 和氣智之
- 佐伯之母 - 末冨真由
- 佐伯之父 - 羽野暢
- 仲村之父 - 中野裕斗
- 貓町堂店主 - 押見修造（第5話）

### 製作人員
- 原作 - 押見修造（講談社「別冊少年Magazine」連載）
- 企劃 - 森山敦、鈴木伸育
- 企劃協力 - 森田浩章、鈴木一司、内田朋宏
- 製作 - 松下卓也
- 製作人 - 中西豪、立石謙介、
- 監督 - 長濱博史
- 助監督 - 平川哲生
- 系列構成、劇本 -
- 人物設定 - 島村秀一
- 美術監督 - 秋山健太郎
- 動畫監督 - 佐藤可奈子
- 色彩監督 -
- 攝影監督 - 大山佳久
- 編集 - 平木大輔
- 音響監督 - 田中一也
- 音響效果 - 川田清貴、前田大夢（Swara Pro）
- 錄音調整 - 名倉靖（SonoPower）
- 音樂 - 深澤秀行
- 音樂製作 - STARCHILD
- 音響製作 - AQUATONE
- 錄音studio - Studio Don juan
- 主題曲製作人 - 宮本純之介
- 企畫協力、製作 - GANSIS
- 動畫制作 - ZEXCS
- 製作 -「惡之華」製作委員會

### 主題曲
片頭曲
（第1－3話）
作詞：、，作曲：，編曲：長谷川智樹，演奏：宇宙人，主唱：
（第4－6話）
作詞：、，作曲：，編曲：長谷川智樹，演奏：宇宙人，主唱：
（第7－9話）
作詞：南波志帆、，作曲：，編曲：長谷川智樹，演奏：宇宙人，主唱：南波志帆
（第11－13話）
作詞、作曲：，編曲：長谷川智樹，演奏：宇宙人
片尾曲
「花 -a last flower-」（第1－4、6、9、11－12話）
作詞、作曲：ASA-CHANG，編曲、主唱：ASA-CHANG&巡禮
「花 -a last flower- ver.Z」（第5、10話）
作詞、作曲：ASA-CHANG，編曲、主唱：ASA-CHANG&巡禮
「花」（第7話）
作詞、作曲：ASA-CHANG，編曲、主唱：ASA-CHANG&巡禮
「花 -a last flower- ver.X」（第8話）
作詞、作曲：ASA-CHANG，編曲、主唱：ASA-CHANG&巡禮

### 各話列表
| 話數     | 作畫統籌          | 作畫監督 | 總作畫監督         | 播放日期      |
| -------- | ----------------- | --- | ------------------ | ------------- |
| 第一回   | 平川哲生          | 新田靖成 | -                  | 2013年 4月5日 |
| 第二回   | 川崎逸朗          | 谷津美彌子、佐藤浩一 島澤範子、藤木奈奈 室田惠梨                                                                                       | 新田靖成           | 4月12日       |
| 第三回   | 岡村正弘          | 藤原未來夫、五月女浩一朗 北川大輔、佐藤浩一 島澤範子、豬狩崇 廣尾佳奈子、室田惠梨 藤木奈奈                                             | 谷津美彌子         | 4月19日       |
| 第四回   | 青井小夜          | 藤原未來夫、青井小夜 北川大輔、室田惠梨 藤木奈奈、島澤範子 山本篤史、野道佳代 佐野惠理、佐藤浩一 加藤真一、高橋敦子                    | 新田靖成           | 4月26日       |
| 第五回   | 川崎逸朗          | 島澤範子、佐藤浩一 五月女浩一朗、宮本佐和子 北川大輔、山本篤史 藤木奈奈、室田惠梨 藤原未來夫                                           | 谷津美彌子         | 5月3日        |
| 第六回   | 高林久彌          | 島澤範子、佐藤浩一 五月女浩一朗、宮本佐和子 北川大輔、山本篤史 藤木奈奈、室田惠梨 藤原未來夫、加藤真人 廣尾佳奈子、高橋敦子 野道佳代   | 新田靖成           | 5月10日       |
| 第七回   | 川崎逸朗 平川哲生 | 藤原未來夫、宮本佐和子、加藤真人 島澤範子、廣尾佳奈子、藤木奈奈 室田惠梨、野道佳代、豬狩崇 佐藤浩一、五月女浩一朗、北川大輔 長屋誠志郎 | 谷津美彌子         | 5月17日       |
| 第八回   | 森義博            | 前田達之、小澤圓 | 新田靖成           | 5月24日       |
| 第九回   | 松下周平          | 枡田邦彰、立田真一 重本和佳子 | 谷津美彌子         | 5月31日       |
| 第十回   | 青井小夜          | 北川大輔、室田惠梨 藤木奈奈、廣尾佳奈子 宮本佐和子、五月女浩一朗 野道佳代、佐野惠理 山本篤史                                           | 新田靖成、島澤範子 | 6月7日        |
| 第十一回 | 川崎逸朗          | 藤原未來夫、佐藤浩一 島澤範子、加藤真人 五月女浩一朗、坂本俊太                                                                         | 谷津美彌子         | 6月14日       |
| 第十二回 | 山本天志          | 立田真一、重本和佳子、北條直明 | 新田靖成           | 6月21日       |
| 第十三回 | 不明              | 不明 | 不明               | 7月5日        |

### Blu-ray / DVD
| 卷 | 发售日         | 收录话数    | 产品编号      | 产品编号  |
| 卷 | 发售日         | 收录话数    | BD            | DVD       |
| -- | -------------- | ----------- | ------------- | --------- |
| 1  | 2013年8月21日  | 第1 - 2話   | KIZX-116～117 | KIBA-2021 |
| 2  | 2013年8月21日  | 第3 - 4話   | KIZX-118～119 | KIBA-2022 |
| 3  | 2013年9月25日  | 第5 - 6話   | KIZX-120～121 | KIBA-2023 |
| 4  | 2013年10月23日 | 第7 - 8話   | KIZX-122～123 | KIBA-2024 |
| 5  | 2013年11月27日 | 第9 - 10話  | KIZX-124～125 | KIBA-2025 |
| 6  | 2013年12月25日 | 第11 - 13話 | KIZX-126～127 | KIBA-2026 |

### 播放電視台
日本深夜動畫：下文記載的日本国内播放時間使用日本標準時間（UTC+9）表示。因為部分時間标识會採用30小时制，因此請留意这类超过24:00的时间，其實際播放時間為翌日清晨。
| 播放地區 | 播放電視台   | 播放日期              | 播放時間                  | 所屬聯播網 | 備註     |
| -------- | ------------ | --------------------- | ------------------------- | ---------- | -------- |
| 日本全國 | Animax       | 2013年4月5日－7月5日  | 星期五 22時00分－22時30分 | 衛星電視   | 有重播   |
| 日本全國 | Animax       | 2013年4月6日－7月6日  | 星期六 22時30分－23時00分 | 衛星電視   | 免費放送 |
| 東京都   | TOKYO MX     | 2013年4月6日－6月29日 | 星期六 25時30分－26時00分 | 獨立UHF局  |          |
| 埼玉縣   | 埼玉電視台   | 2013年4月7日－6月30日 | 星期日 25時00分－25時30分 | 獨立UHF局  |          |
| 千葉縣   | 千葉電視台   | 2013年4月7日－6月30日 | 星期日 25時00分－25時30分 | 獨立UHF局  |          |
| 神奈川縣 | 神奈川電視台 | 2013年4月7日－6月30日 | 星期日 25時00分－25時30分 | 獨立UHF局  |          |
| 群馬縣   | 群馬電視台   | 2013年4月8日－7月1日  | 星期一 24時30分－25時00分 | 獨立UHF局  |          |
| 兵庫縣   | SUN電視台    | 2013年4月8日－7月1日  | 星期一 24時30分－25時00分 | 獨立UHF局  |          |
| 京都府   | KBS京都      | 2013年4月8日－7月1日  | 星期一 25時00分－25時30分 | 獨立UHF局  |          |

| ANIMAX 星期五 22:00－22:30 節目 | ANIMAX 星期五 22:00－22:30 節目 | ANIMAX 星期五 22:00－22:30 節目 |
| ------------------------------- | ------------------------------- | ------------------------------- |
|                                 | 惡之華 （2013年4月5日－7月5日） |                                 |
| 櫻花莊的寵物女孩                | 超次元戰記 戰機少女             |                                 |

| now 101台 星期日 23:30－24:00 節目 | now 101台 星期日 23:30－24:00 節目 | now 101台 星期日 23:30－24:00 節目 |
| ---------------------------------- | ---------------------------------- | ---------------------------------- |
|                                    | 惡之華 （2014年5月25日－8月17日）  |                                    |
| 法外刑警 （23:30－24:30）          | 夢之扉                             |                                    |

## 真人电影
《恶之华》在2018年11月8日决定拍摄真人电影，导演是曾执导《接招吧！那边的女孩》等漫改作品的井口升，编剧则是曾编写《我们仍未知道那天所看见的花的名字》动画剧本的冈田磨里。

### 演员表
- 春日高男：伊藤健太郎
- 仲村佐和：玉城蒂娜
- 佐伯奈奈子：秋田汐梨
- 常磐文：飯豐萬理江

《恶之华》电影在日本的上映时间定于2019年9月27日。

### 职员表
- 原作：押見修造「恶之华」
- 監督：井口昇
- 脚本：岡田麿里
- 音楽：福田裕彦
- 主題歌：リーガルリリー「ハナヒカリ」
- 製作：松井智、板東浩二、小西啓介、小畑良治、新井重人
- 制片：永田芳弘、涌田秀幸
- 共同制片：関口周平
- 准制片：山野邊雅祥、冨松俊雄
- 撮影：早坂伸（J.S.C.）
- 照明：田島慎
- 録音：柳屋文彦
- 美術：鈴木隆之（A.P.D.J）
- 装飾：相田敏春
- 衣装：藤山晃子
- 化妆：リョータ
- 小道具：岡安明佳里
- VFX：鹿角剛、大畑智也
- 音響効果：井上奈津子
- 編集：山本彩加
- 助監督：南柱根
- 制作担当：伊東祐之
- 配給・宣伝：ファントム・フィルム
- 企画・制作プロダクション：角川大映スタジオ
- 企画・製作幹事：ハピネット
- 共同幹事：ひかりTV
- 製作：映画『惡の華』製作委員会（ハピネット、ひかりTV、ファントム・フィルム、角川大映スタジオ、日活）

## 資料來源
1. ↑  .   [2012-10-20]. （原始内容存档于2012-11-03）.
2. ↑  .   [2012-10-20]. （原始内容存档于2015-06-23）.
3. ↑  . www.ali213.net.   [2019-07-08]. （原始内容存档于2019-07-08）.
4. ↑  ,   [2019-07-08], （原始内容存档于2019-07-05） （日语）

## 外部連結
- （日語）別冊少年Magazine｜Magamega｜週刊少年Magazine｜惡之華｜作品介紹｜講談社漫畫PLUS （页面存档备份，存于）
- （日語）電視動畫官方網站 （页面存档备份，存于）
- （日語）真人电影官方網站 （页面存档备份，存于）